# Reducción (química)

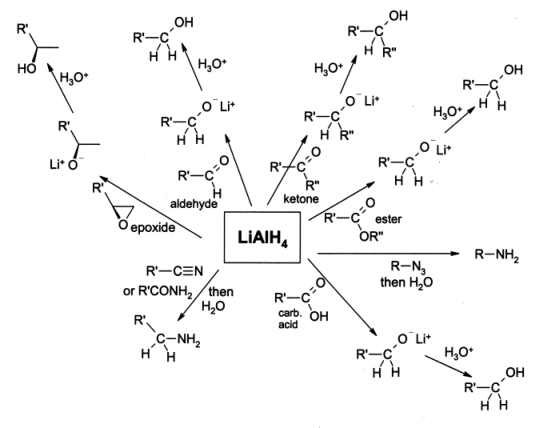
Ejemplos de aplicaciones del aluminhidruro de litio como agente reductor en química orgánica.

La reducción es una reacción química que consiste en la obtención de electrones por uno de los átomos involucrados en la reacción. El término se refiere al elemento que acepta electrones, ya que el estado de oxidación del elemento que gana electrones disminuye.

### Reducción y su definición
En química, reducción es el proceso electroquímico por el cual un átomo o un ion gana electrones. Implica la disminución de su estado de oxidación. Este proceso es contrario al de oxidación.
Cuando un ion o un átomo se reduce presenta estas características:
- Actúa como agente oxidante.
- Es reducido por un agente reductor.
- Disminuye su estado o número de oxidación.

Ejemplo
El ion hierro (III) puede ser reducido a hierro (II):
{\displaystyle {\ce {Fe^3+ + 1e^- -> Fe^2+}}}
En química orgánica, la disminución de enlaces de átomos de oxígeno a átomos de carbono o el aumento de enlaces de hidrógeno a átomos de carbono se interpreta como una reducción. Por ejemplo:
- {\displaystyle {\ce {CH#CH + H_2 -> CH_2=CH_2}}} (el etino se reduce para dar eteno).
- {\displaystyle {\ce {CH_3-CHO + H_2 -> CH_3-CH_2OH}}} (el etanal se reduce a etanol).